# Puma
Puma (Puma) – rodzaj drapieżnych ssaków z podrodziny kotów (Felinae) w obrębie rodziny kotowatych (Felidae).

## Zasięg występowania
Rodzaj obejmuje jeden żyjący współcześnie gatunek występujący w Ameryce.

## Morfologia
Długość ciała (bez ogona) 86–155 cm, długość ogona 60–97 cm; masa ciała samic 34–48 kg, samców 53–72 kg (wyjątkowo do 120 kg).

## Systematyka
Rodzaj zdefiniował w 1834 roku szkocki przyrodnik i ornitolog William Jardine w publikacji swojego autorstwa poświęconej naukom przyrodniczym. Jardine wymienił kilka gatunków – Felis pajeros Desmarest, 1816,  Felis concolor Linnaeus, 1771, Felis nigra Jardine, 1834 (= Felis concolor Linnaeus, 1771), Felis eyra G. Fischer, 1814 (= Felis yagouaroundi É. Geoffroy Saint-Hilaire, 1803), Felis chalybeata von Schreber, 1804 (= Felis pardus Linnaeus, 1758) i Felis yaguarundi Lesson, 1827 (= Felis yagouaroundi É. Geoffroy Saint-Hilaire, 1803) – z których gatunkiem typowym jest Felis concolor Linnaeus, 1771.

### Etymologia
- Puma: peruwiańska nazwa (język keczua) Puma dla tego kota[8].
- Viretailurus: Jean Viret (1894–1970), francuski paleontolog; gr. αιλουρος ailouros ‘kot’[2]. Gatunek typowy: †Panthera schaubi Viret, 1954 (= †Felis pardoides R. Owen, 1846).

### Podział systematyczny
Do rodzaju należy jeden występujący współcześnie gatunek:
- Puma concolor (Linnaeus, 1771) – puma płowa

Opisano również gatunki wymarłe:
- Puma incurva (Ewer, 1956)[12] (Afryka; plejstocen)
- Puma lacustris (Gazin, 1933)[13] (Ameryka Północna; pliocen)
- Puma pardoides (R. Owen, 1846)[14] (Europa; fanerozoik)